# باول ماكنتاير
باول ماكنتاير هو سياسي كندي، ولد في 2 نوفمبر 1944. نشط حزبياً في حزب المحافظين الكندي. وقد انتخب عضو مجلس الشيوخ الكندي ‏ (6 سبتمبر 2012 – ).